# Киппенбергер, Ханс
Ханс Киппенбергер (нем. Hans Kippenberger; 15 января 1898, Лейпциг — 3 октября 1937, Москва) — немецкий политический деятель, коммунист, депутат рейхстага в 1928—1933 годах.

## Политическая карьера
Киппенбергер родился в семье проповедника-любителя, обучался в реальной школе. После военной службы работал корреспондентом иностранных газет. Участвовал в качестве офицера в Первой мировой войне на Западном фронте, был неоднократно ранен.
В 1918 году вступил в НСДПГ, где занимал левые позиции. В конце 1920 года перешёл в КПГ, параллельно обучаясь в Гамбургском университете и работая корреспондентом. С 1922 года руководил студенческими группами КПГ. Важную роль Киппенбергер и его «красные сотни» сыграли в организации Гамбургского восстания 1923 года, где пригодились его знания военного дела. После поражения восстания он перешёл на нелегальное положение и бежал в СССР, где обучался в военной школе Коминтерна.
Вернувшись на родину, Киппенбергер избирается в рейхстаг. Хотя он был арестован, депутатский иммунитет помог ему выйти на свободу. В рейхстаге он занимался преимущественно вопросами обороны и входил в состав военной комиссии парламента. С 1929 года Киппенбергер — кандидат в ЦК КПГ. В 1931 году выступил одним из организаторов террористического акта в отношении двух полицейских на Бюловплац в Берлине. В 1932 году начала функционировать созданная им сеть из приблизительно 300 «рабкоров» (так называемое «ведомство ББ»), поставлявших в СССР разведывательную информацию об экономике Германии и технических новинках.
После захвата власти НСДАП Киппенбергер вновь перешёл на нелегальное положение и участвовал в подпольном заседании ЦК КПГ 7 февраля 1933 года, реорганизовал остатки разгромленной нацистами КПГ. Его падение было обусловлено противостоянием партийным лидерам — Ульбрихту и Пику. Он эмигрировал сначала в Париж, затем в Москву. В ноябре 1935 года он был арестован как «агент рейхсвера» и расстрелян в 1937 году. Его жена Теа также погибла. Их дочери были сосланы в Сибирь и переехали в ГДР в 1958 году после реабилитации родителей.

## Работы
- A. Neuberg. Der bewaffnete Aufstand. Versuch einer theoretischen Darstellung. — Zürich: Otto Meyer, 1928. — «A. Нойберг» — коллективный псевдоним, под которым скрывались такие авторы книги известной в русском переводе под названием «Вооружённое восстание. Опыт теоретического изложения», как Тухачевский и Хошимин. Авторству Киппенбергера принадлежит 4-я глава, Der Aufstand in Hamburg (Восстание в Гамбурге), S. 66-94.